# Juri Borissowitsch Pantjuchow
Juri Borissowitsch Pantjuchow (russisch Юрий Борисович Пантюхов; * 15. März 1931 in Kolomna; † 22. Oktober 1981 in Moskau) war ein russisch-sowjetischer Eishockeyspieler.

## Karriere
Zunächst spielte Pantjuchow Bandy beim Dynamo Moskau, ehe er zum Eishockeyspiel wechselte.
Während seiner Karriere spielte Juri Pantjuchow bei Krylja Sowetow Moskau, WWS Moskau und ZSKA Moskau. Insgesamt erzielte er 121 Tore in 230 Spielen in der sowjetischen Liga. In der Saison 1961/62 ließ er seine Karriere beim SKA Leningrad ausklingen. Nach seinem Karriereende arbeitet er als Trainer beim SKA MWO, bei der Sportlotterie und im Management des Sportklubs Zenit.
Im Oktober 1982 verstarb Juri Pantjuchow und wurde auf dem Danilow-Friedhof in Moskau beigesetzt.

### International
Am 9. Januar 1955 stand Juri Pantjuchow in einem Spiel gegen Schweden zum ersten Mal für die sowjetische Nationalmannschaft auf dem Eis. Seine internationale Karriere wurde mit der Goldmedaille bei den Olympischen Winterspielen 1956 gekrönt. Als Würdigung dieses Erfolgs wurde er anschließend als Verdienter Meister des Sports ausgezeichnet.
Am 15. März 1959 bestritt er sein letztes Länderspiel. Für die Nationalmannschaft erzielte er insgesamt 32 Tore in 68 Länderspielen.

## Erfolge und Auszeichnungen
- 1956 Verdienter Meister des Sports

### Sowjetunion
| - 1952 Sowjetischer Meister mit WWS MWO Moskau - 1951 Sowjetischer Pokalsieger mit WWS MWO Moskau - 1952 Sowjetischer Pokalsieger mit WWS MWO Moskau - 1953 Sowjetischer Meister mit WWS MWO Moskau - 1954 Sowjetischer Vizemeister mit ZDSA Moskau - 1954 Sowjetischer Pokalsieger mit ZDSA Moskau - 1955 Sowjetischer Meister mit ZDSA Moskau - 1955 Sowjetischer Pokalsieger mit ZDSA Moskau - 1956 Sowjetischer Meister mit ZDSA Moskau - 1956 Sowjetischer Pokalsieger mit ZDSA Moskau | - 1957 Sowjetischer Vizemeister mit ZSK MO Moskau - 1958 Sowjetischer Meister mit ZSK MO Moskau - 1959 Sowjetischer Meister mit ZSK MO Moskau - 1960 Sowjetischer Meister mit ZSKA Moskau - 1961 Sowjetischer Meister mit ZSKA Moskau - 1961 Sowjetischer Pokalsieger mit ZSKA Moskau |

### International
- 1956 Goldmedaille bei den Olympischen Winterspielen

Goldmedaille bei der Europameisterschaft
- 1957 Goldmedaille bei der Weltmeisterschaft

Silbermedaille bei der Europameisterschaft
- 1958 Silbermedaille bei der Weltmeisterschaft

Goldmedaille bei der Europameisterschaft
- 1959 Silbermedaille bei der Weltmeisterschaft

Goldmedaille bei der Europameisterschaft